# مكتبة الملك عبد الله بن عبد العزيز الجامعية
مكتبة الملك عبد الله بن عبد العزيز الجامعية مكتبة جامعية تقع في جامعة أم القرى بمكة المكرمة، تأسست في سنة 1388هـ وذلك بتوحيد مكتبتي كليتي الشريعة والتربية في مكتبة واحدة. 

## التأسيس
في عام 1391هـ ضمت الكليتان (كلية التربية والشريعة) والمكتبة الجامعية الملحقة بهما إلى جامعة الملك عبد العزيز، إلى أن شيد للمكتبة الجامعية مبنى جديد في عام 1394هـ، مكون من ثلاثة طوابق بمقر الجامعة بحي العزيزية في مكة. وتم بناء مقر المكتبة في المدينة الجامعية بالعابدية في عام 1424هـ، وتم افتتاحها بحضور صاحب السمو الملكي الأمير عبدالمجيد بن عبدالعزيز آل سعود أمير منطقة مكة المكرمة في العام 1425هـ، وتم تسميتها مكتبة الملك عبد الله بن عبد العزيز الجامعية.

## أهداف مكتبة الملك عبد الله بن عبد العزيز الجامعية
تعد مكتبة الملك عبد الله بن عبد العزيز الجامعية مؤسسة علمية ثقافية تربوية اجتماعية. تهدف إلى جمع مصادر المعلومات وتنميتها بالطرق المختلفة (الشراء، الإهداء، التبادل، والإيداع)، وتنظيمها واسترجاعها بأقصر وقت ممكن، وتقديمها إلى مجتمع المستفيدين على اختلافهم من خلال مجموعة من الخدمات التقليدية، كخدمات الإعارة والمراجع والدوريات والتصوير والخدمات الحديثة كخدمات الإحاطة الجارية، والبث الانتقائي للمعلومات، والخدمات الأخرى المحسوبة، وذلك عن طريق كفاءات بشرية مؤهله علميًا وفنيًا وتقنيًا في مجال علم المكتبات والمعلومات. والمكتبة هي الجهة المناط بها لتقديم خدمات بحثية وتوفير واقتناء البرامج والأدوات والمواد المكملة للعملية التعليمية. 
وتتلخص أهداف المكتبة في التالي:
- توفير مصادر المعرفة الإنسانية لخدمة التخصصات العلمية المختلفة بالجامعة.

- تطوير النظم المكتبية بما يتفق مع التطورات الحديثة في مجال خدمات المكتبات والمعلومات.

- تقديم الخدمات المعلوماتية والمكتبية لتيسير سبل البحث والاسترجاع وذلك من خلال ما تصدره من مطبوعات، فهارس ببلوجرافيات، أدلة، كشافات، وغيرها...

- تبادل مطبوعات الجامعة ومطبوعات العمادة مع الجامعات والمؤسسات العلمية بالداخل والخارج، والتعاون والتنسيق مع الجهات المماثلة.

- إعداد برامج تعريفية للطلاب والطالبات وأعضاء هيئة التدريس بالخدمات التي تقدمها والتدريب لعى كيفية استخدام مصادر المعلومات المتوفرة، وكيفية الاستفادة من موجودات العمادة.

- تقديم خدمات للمستفدين عن طريق الرد عن الاستفسارات وتلبية الطلبات في أسرع وقت ممكن.

- تهيئة المناخ المناسب داخل المكتبة للدراسة والبحث.
- تشجيع البحث العلمي ودعمه بين الطلبة وأعضاء هيئة التدريس.
- تشجيع النشر العلمي (بحوث ودراسات وكتب وغيرها).
- المساهمة في البناء الفكري للمجتمع.
- حماية التراث والفكر الإنساني والحفاظ عليه وإتاحته للاستعمال.
- تعليم وإعداد كوادر بشرية متخصصة.

## الفئات المستفيدة
1- الطلبة بمختلف مستوياتهم الأكاديمية وتخصصاتهم العلمية.
2- أعضاء هيئة التدريس في الجامعة.
3- الباحثون في مختلف المجالات والموضوعات.
4- الهيئة الإدارية في الجامعة من موظفين وعاملين في مختلف الدوائر الإدراية.
5- أفراد المجتمع المحلي.

## فروع مكتبة الملك عبد الله بن عبد العزيز الجامعية
- مكتبة الملك عبد الله بن عبد العزيز الجامعية بالعابدية (وهو المركز الرئيسي).
- مكتبة الملك عبد الله بن عبد العزيز الجامعية بالزاهر فرع الطالبات.
- مكتبات الكليات وهي تخضع للإشراف الفني من قبل عمادة شئون المكتبات

## وصلات خارجية
- الموقع الرسمي للمكتبة